# Сорокинська міська територіальна громада
Сорокинська міська громада — номінально утворена територіальна громада в Довжанському районі Луганської області України. Адміністративний центр — місто Сорокине.
Територія громади є окупованою.
Утворена 12 червня 2020 року шляхом об'єднання Краснодонської і Суходільської міських рад, Ізваринської, Сєверної, Урало-Кавказької і Краснодонської селищних, Білоскелюватської, Великосуходільської, Верхньогарасимівської, Верхньошевирівської, Давидо-Микільської, Пархоменківської та Поріченської сільських рад Сорокинського району.

## Населені пункти
У складі громади: міста — Сорокине, Суходільськ; селища  — Західний, Ізварине, Малокалинове, Нижня Шевирівка, Прикордонне, Поріччя, Світличне, Сєверний, Сєверо-Гундорівський, Тепле, Урало-Кавказ; та села — Батир, Берегове, Біленьке, Білоскелювате, Великий Суходіл, Верхньогарасимівка, Верхньодеревечка, Верхньошевирівка, Власівка, Водоток, Габун, Давидо-Микільське, Дружне, Іванівка, Іллівка, Королівка, Кружилівка, Липове, Макарів Яр, Малий Суходіл, Микишівка, Нижньодеревечка, Нижня Гарасимівка, Новокиївка, Огульчанськ, Пантеліївка, Підгірне, Попівка, Радісне, Хорошилове, Хрящівка.